# Omaere

Omaere in einem Supermarkt in Oshakati

Omaere ist die Bezeichnung für eine Joghurt-ähnliche Sauermilch, welche in Namibia aus Kuh- oder Ziegenmilch gewonnen wird.
Omaere wird für Mealie-pap verwendet, zum Backen und Braten – oder direkt getrunken. Omaere kann auch weiter zu Butter verarbeitet werden, indem man die Milch in einer Kalebasse schüttelt, bis sie gerinnt.

## Vergleiche
- der Ort Omaruru ist eine Ableitung von Omaere